# 조국
조국(祖國)은 조상 때부터 대대로 살던 나라 또는 자기의 국적이 속하여 있는 나라를 일컫는 말이다. 자기가 태어난 나라는 모국(母國)이라 일컫는다. 타국에 머물고 있는 사람은 자기 나라를 "모국"이라 일컫거나 자신의 조상 조상 때부터 살던 나라를 고국(故國)이라 부르기도 한다. 한국에서는 흔히 우리나라라고 부른다. 조선민주주의인민공화국에서는 우리 사회주의조국을 정답게 이르는 의미로 어머니조국이라는 말로도 쓰인다.

## 조국

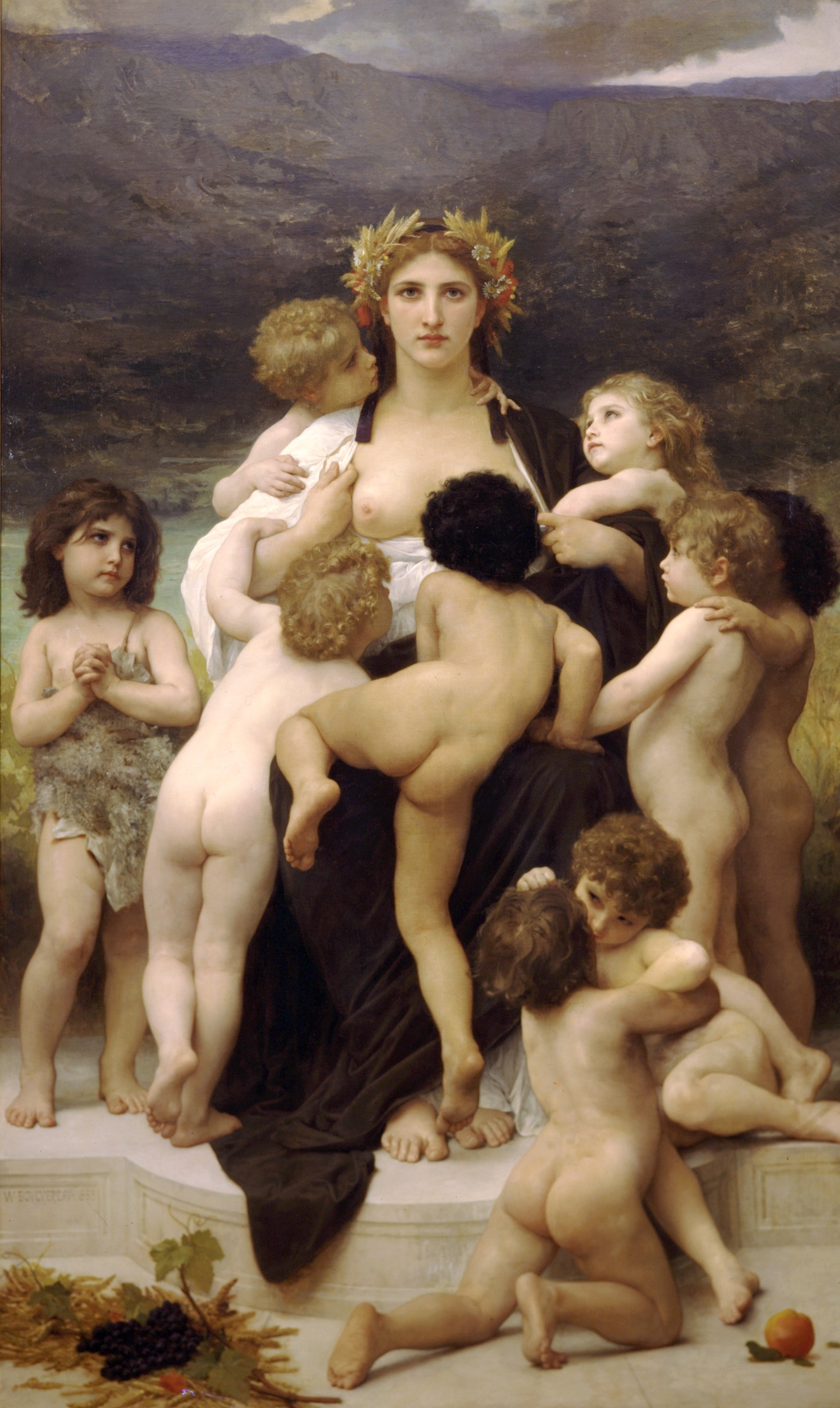
윌리암-아돌프 부그로가 그린 모국 (1883)

조국은 아버지, 선조, 조상의 국가다. 이 단어는 또한 개인이 사용하는 방식에 따라 국적인 국가, 성장 국가, 누군가의 조상이 여러 세대에 걸쳐 살았던 국가 또는 누군가가 고향으로 여기는 국가를 의미할 수 있다. 가족 유대감과 관련된 감정을 불러일으키고 이를 국가적 정체성과 애국심과 연결한다는 점에서 민족주의적 개념으로 볼 수 있다. 조국을 고향에 비유할 수 있으며, 일부 언어에서는 이러한 용어를 두 개 이상 사용한다.

## 모국
모국은 누군가가 성장하거나 오랜 기간 살아서 자신의 문화적 정체성을 형성한 장소, 조상들이 여러 세대에 걸쳐 살았던 장소 또는 누군가가 고향으로 여기는 장소를 의미한다.